# Frédéric Morel
Frédéric Morel (* 3. April 1988 in Brest) ist ein französischer Koch.

## Werdegang
Nach seiner Ausbildung am Lycée Hotelier de Dinard in der Bretagne wechselte Morel 2008 in das Wyck Hill House in Stow-on-the-Wold. Nach sechs Monaten wechselte er ins Lords Of The Manor (ein Stern im Guide Michelin) zu Mattew Weedon, wo er bis 2010 blieb. Danach kam Morel zurück in die Bretagne zu Olivier Bellin ins L'auberge Des Glazicks, das damals zwei Michelin-Sterne hatte. Nach einer kurzen Wintersaison in der Schweiz kam Morel 2012 nach Deutschland. Seine erste Station war bei Thomas Martin im Hotel Louis C. Jacob (zwei Michelin-Sterne). Nach einem Jahr wechselte er zu Joachim Wissler in das Restaurant Vendome im Grandhotel Schloss Bensberg (drei Michelinsterne).
Ab März 2014 war er im Ein-Sterne-Restaurant Se7en oceans in Hamburg tätig, zuerst als Sous Chef und ab August als Küchenchef. Ab November 2014 wurde das Restaurant auch unter ihm mit einem Michelinstern ausgezeichnet.
2018 gab Morel bekannt, dass er in die Heimat seiner Frau gehen werde, wo er sich mit seiner Frau selbständig machen wolle. Am 23. Oktober 2019 eröffneten beide das Restaurant Coeur D'Artichaut (deutsch Artischockenherz) in Münster. 2020 wurde das Restaurant mit einem Michelinstern ausgezeichnet; 2023 mit zwei Sternen.

## Auszeichnungen
- Ein Michelinstern für das Restaurant Se7en oceans in Hamburg
- Ein Michelinstern für das Restaurant Coeur d‘Artichaut in Münster

- Zwei Michelinsterne für das Restaurant Coeur d‘Artichaut in Münster[2]